# Comité de higiene hospitalaria
En un hospital, el comité de higiene hospitalaria está compuesto por el personal médico, el de enfermería, el de la unidad de farmacia, el del equipo de dirección, el de mantenimiento técnico y el de limpieza.
Sus funciones son:
- Formar al personal sanitario en materia de higiene y prevención hospitalaria o formación continuada del personal
- A partir de las pautas dictaminadas desde la dirección y administración del hospital, articular las medidas adecuadas para poner en práctica un plan efectivo de lucha contra infecciones hospitalarias.
- Conseguir que la higiene hospitalaria sea una tarea común para todas las personas del hospital.
- Promover y normalizar métodos de trabajo adecuados, según las medidas higiénicas y preventivas.
- Controlar el cumplimiento de las decisiones adoptadas en materia de higiene hospitalaria.
- Informar acerca de la conveniencia de introducir modificaciones en diversos aspectos del régimen hospitalario.

En resumen, se trata un equipo interdisciplinar e interdepartamental encargado principalmente del establecimiento de medidas en el medio ambiente hospitalario encaminadas a impedir la actuación de factores nocivos o combatir los riesgos para la salud.
- Datos: Q5779464